# Arkalgud
Arkalgud is een panchayatdorp in het district Hassan van de Indiase staat Karnataka. 

## Demografie
Volgens de Indiase volkstelling van 2001 wonen er 15.184 mensen in Arkalgud, waarvan 51% mannelijk en 49% vrouwelijk is. De plaats heeft een alfabetiseringsgraad van 65%. 